# Helicius cylindratus
Helicius cylindratus là một loài nhện trong họ Salticidae.
Loài này thuộc chi Helicius. Helicius cylindratus được Ferdinand Karsch miêu tả năm 1879.